# Place d'Espagne (Clermont-Ferrand)
Pour les articles homonymes, voir Place d'Espagne.
 (août 2025).
Si vous disposez d'ouvrages ou d'articles de référence ou si vous connaissez des sites web de qualité traitant du thème abordé ici, merci de compléter l'article en donnant les références utiles à sa vérifiabilité et en les liant à la section « Notes et références ».
La place d'Espagne est une place du centre-ville de Clermont-Ferrand.

## Situation et accès
Elle est située dans le quartier de Notre-Dame-du-Port et de la place Delille, au nord-est de la butte de Clermont.
Du côté ouest, la place d'Espagne prolonge la rue Claussmann ; elle descend en pente douce d'ouest en est vers l'extrémité nord de la place Delille. Tout en longueur, elle n'a plus aujourd'hui l'apparence habituelle d'une place : elle est bordée, du côté sud seulement, d'une rangée d'immeubles, qui portent des numéros pairs ; quelques-uns de ces immeubles sont de belles demeures traditionnelles en pierre de Volvic. Une voie ouverte à la circulation dans les deux sens longe ce côté, tandis que l'autre côté, vers le nord, forme une terrasse dominant la rue Montlosier, qui est parallèle ; cette terrasse est occupée à l'ouest par un parking et à l'est par le petit square du 19-mars-1962.
Du côté sud partent quelques petites rues qui aboutissent dans la rue du Port : la rue Notre-Dame-du-Port passe devant la façade de l'église Notre-Dame-du-Port, tandis que la rue Couronne permet de découvrir le chevet de l'église.

## Historique
La place a été construite à la fin du XVIIe siècle, après la démolition d'une partie des remparts et de la place de la Terrasse qui surplombait l'emplacement actuel. On employa aux travaux des prisonniers de guerre espagnols. Les travaux furent achevés en 1692.
En 1793, elle reçut le nom de « place de l'Égalité » mais elle retrouva bien vite son nom d'origine.

## Bâtiments remarquables et lieux de mémoire
À l'extrémité est de la place a été installé un monument commémorant les morts militaires et civils des événements liés à la décolonisation en Afrique du Nord (1952-1962). Il est dû à Gustave Gournier.